# Marcelo Caetano
Marcelo José das Neves Alves Caetano, född 17 augusti 1906 i Lissabon, död 26 oktober 1980 i Rio de Janeiro, Brasilien, var en portugisisk statsman och akademiker. Han var premiärminister från 1968 till sitt fall i Nejlikerevolutionen 1974.

## Biografi
Caetano studerade juridik vid universitetet i Lissabon och var under studenttiden aktiv i katolska högerextrema rörelser. Som lärling till Antonio Salazar, då professor i nationalekonomi, kom han att utöva inflytande vid utformandet av landets nya, korporativa konstitution. År 1940 blev han ledare för Mocidade Portuguesa, regimens ungdomsorganisation, och inträdde 1944 i regeringen som kolonialminister. Från 1947 fungerade han som ordförande i União Nacionals centralkommitté och var 1949–55 talman i det portugisiska överhuset. Han sågs tidvis som Salazars givne efterträdare men upprepade konflikter med denne föranledde slutligen hans tillbakadragande från politiken. 1959 blev han rektor för Lissabons universitet, men avgick efter omfattande studentprotester mot regimen 1962.
Efter Salazars insjuknande 1968 utsågs Caetano något oväntat till ny regeringschef. Som sådan inledde han reformer på det ekonomiska och sociala området och utlovade att bryta landets isolering, men i den utan jämförelse mest väsentliga frågan, om koloniernas frigörelse, vägrade han hårdnackat till eftergifter. I fråga om demokratisering hamnade kretsen runt Caetano i kläm mellan en liberal falang inom nationalförsamlingen samt en strikt konservativ, som sökte och fick stöd hos president Américo Tomás. Misslyckade politiska reformer ledde till att radikala strömningar inom armén fick ökat stöd, samtidigt som Tomás blockerade varje försök till förändring eller avgång från Caetanos sida. Ett misslyckat försök till statskupp i mars 1974 möttes ljumt, vilket blev den slutgiltiga signalen. Efter omfattande protester mot krigföringen i Afrika och regimens diktatoriska ställning störtades Caetano i nejlikerevolutionen den 25 april samma år och fördes på order av den tillträdande militärjuntan till Madeira. Han avled i landsflykt i Brasilien, i sviterna av en hjärtinfarkt.
1. ↑  hämtat från: engelskspråkiga Wikipedia.[källa från Wikidata]